# Universal Audio Architecture
Universal Audio Architecture è un'iniziativa presentata da Microsoft nel 2002 per standardizzare l'hardware e i driver di classe per dispositivi audio collegati ai moderni sistemi operativi Microsoft Windows. Sono nativamente supportati i driver di classe USB, IEEE 1394 (Firewire) e Intel High Definition Audio, che a sua volta supporta PCI e PCI Express.
A partire da Windows Vista, Microsoft richiede a tutti i produttori di computer e dispositivi audio di supportare Universal Audio Architecture come condizione per poter ottenere il logo Certified Windows.
Microsoft lanciò la prima versione nel 2004 come un aggiornamento di Windows 2000 Service Pack 4, Windows XP SP1 e Windows Server 2003, disponibili solamente contattando il supporto Microsoft. L'aggiornamento risiede nativamente su Windows XP Service Pack 3.
Al 2019, la maggior parte dei produttori di dispositivi audio, tra i quali HP e Lenovo, lo forniscono unitamente ai propri driver.